# Wicklesgreuth

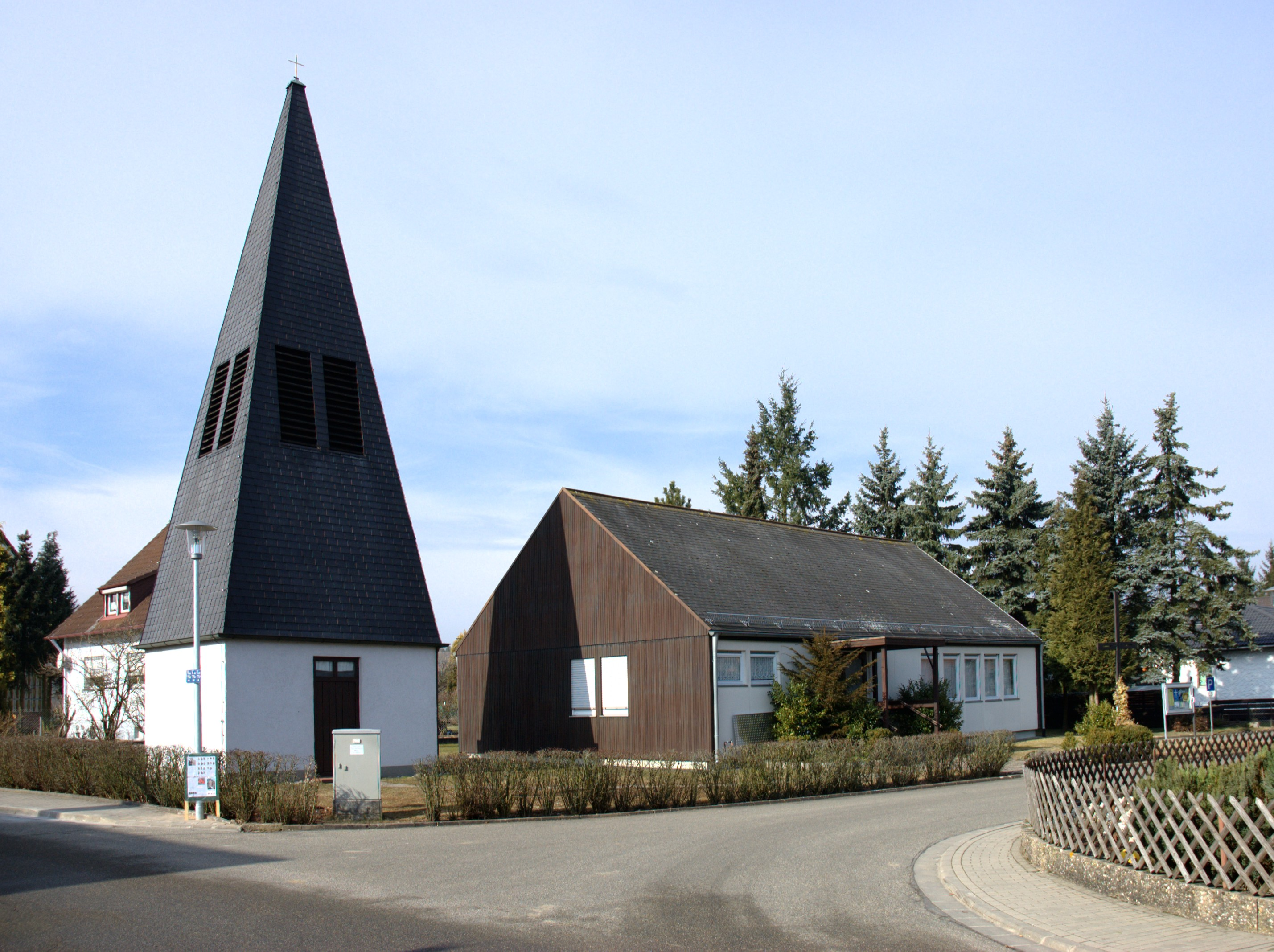
Friedenskirche

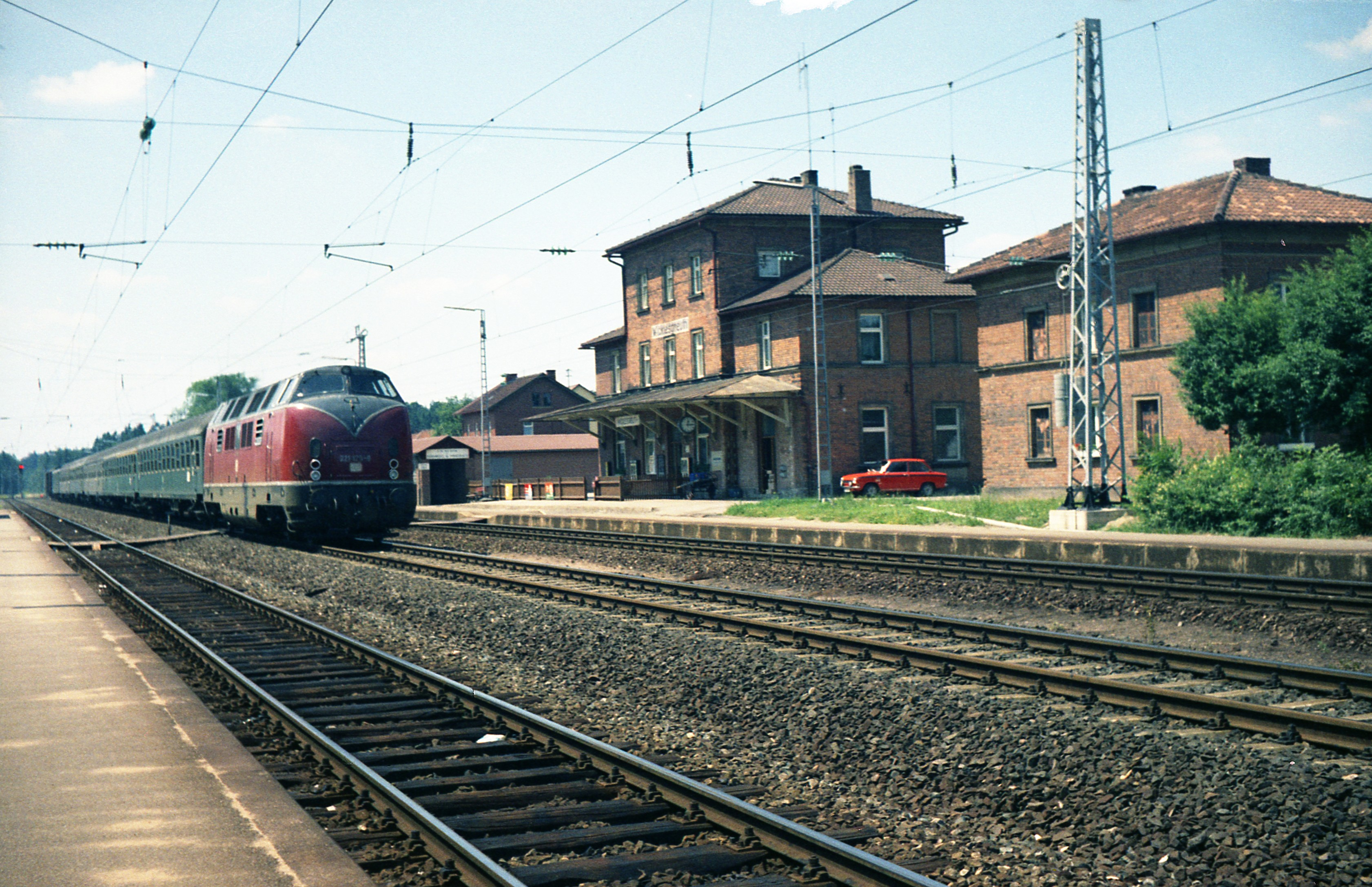
Bahnhof Wicklesgreuth in den 1970er Jahren

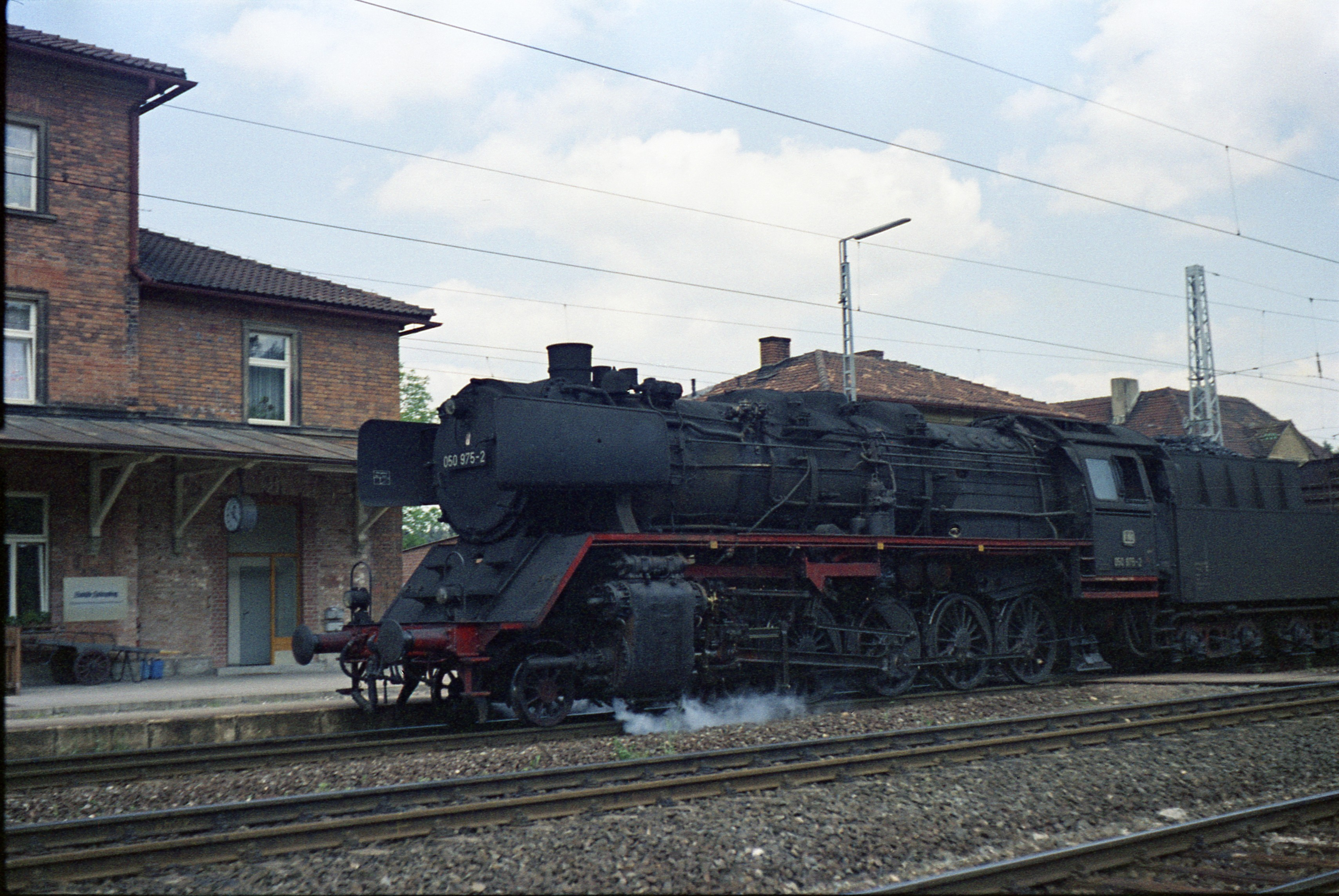
Bahnhof mit 050er Dampflok

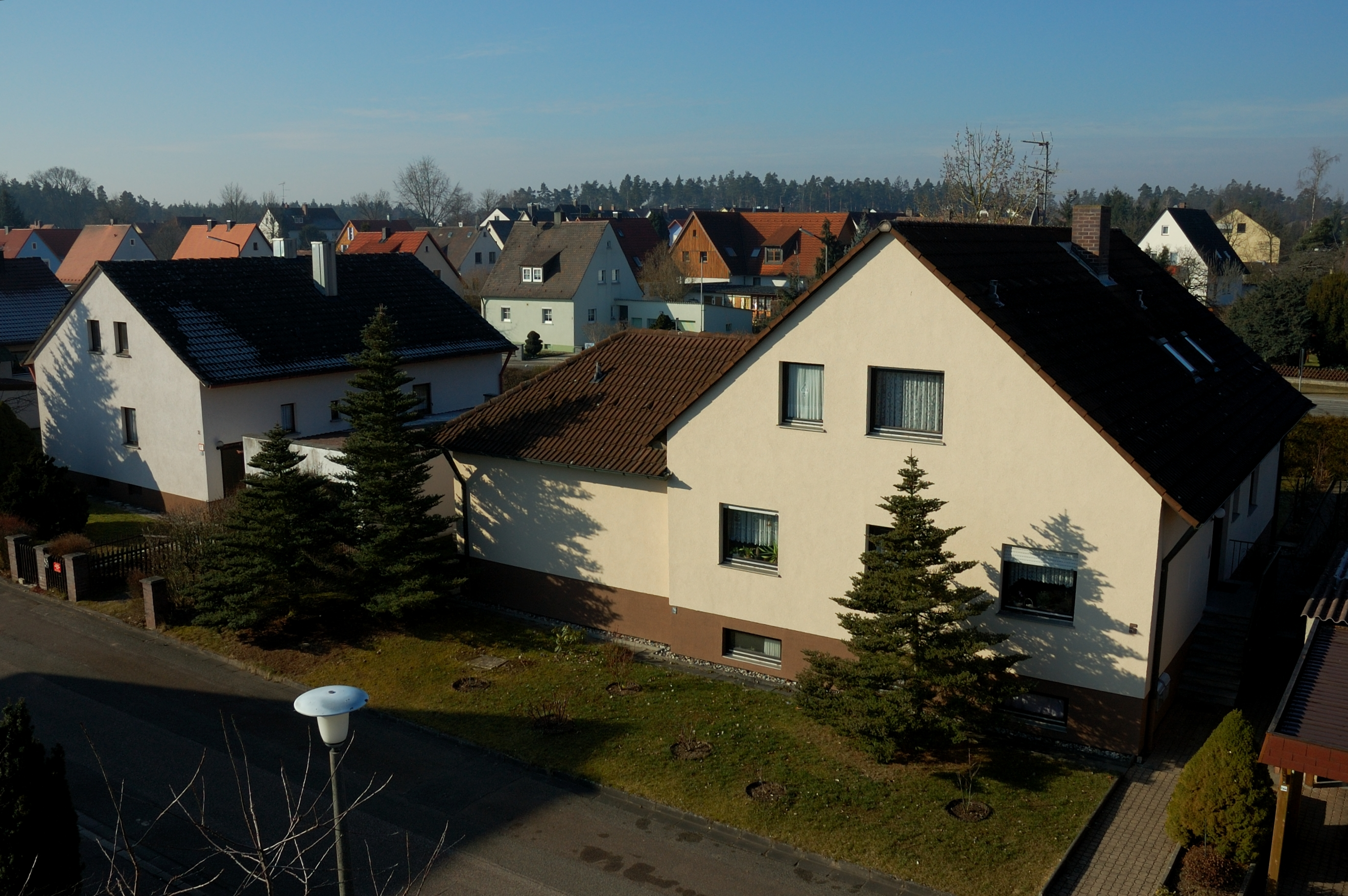
Weiherhofsiedlung

Wicklesgreuth (fränkisch: Graid) ist ein Gemeindeteil der Gemeinde Petersaurach im Landkreis Ansbach (Mittelfranken, Bayern). Wicklesgreuth liegt teils in der Gemarkung Petersaurach, teils in der Gemarkung Herpersdorf.

## Geografie

### Geografische Lage
Westlich des Kirchdorfes grenzt Langenheim an. Nordwestlich liegt das Waldgebiet Streitlach und im Osten das Weiherholz. Unmittelbar südlich von Wicklesgreuth entspringt das Dorfbächlein, ein linker Zufluss der Fränkischen Rezat, unmittelbar nördlich des Orts entspringt ein Bach als rechter Zufluss des Rippbachs, der links in den Haselbach fließt. Die höchste Erhebung ist der Sandbühl (466 m ü. NHN) südwestlich des Ortes.

### Ortsgliederung
Neben dem ursprünglichen Wicklesgreuth entstand 1815 der Weiherhof, um 1885 die Siedlung Wicklesgreuth-Bahnhof. 1970 kam es zur einheitlichen Bezeichnung Wicklesgreuth für die drei Orte.

## Geschichte
Erstmals urkundlich erwähnt wurde der Ort möglicherweise schon im Jahr 1213 als „Geriute“, womit allerdings auch Reuth (Neuendettelsau) gemeint sein könnte. Im Jahr 1317 erfolgte eine urkundliche Erwähnung als „Wickelinsgerut“. Das Bestimmungswort des Ortsnamens ist der Personenname Wikelîn, das Grundwort -reuth bedeutet Rodung. Wikelîn ist als Gründer der Siedlung anzunehmen, die durch Rodung ermöglicht wurde.
Im Salbuch des Klosters Heilsbronn aus dem Jahr 1402 wurde für Wicklesgreuth ein Untertan aufgeführt. Im Jahr 1518 erhielt der 25. Abt Bamberger durch Tausch mit dem Heilig-Geist-Spital in Nürnberg Gefälle von einem Hof in Wicklesgreuth. Als Gegenleistung bekam das Spital ein Gefälle in Neunhof. In der Folge wurden vier von acht Höfen in Wicklesgreuth heilsbronnisch.
Im 15. Jahrhundert war im Ort ein Heinrich Geuder aus Nürnberg begütert. 1467 verkaufte dieser sein Gütlein an Hans von Eyb zu Vestenberg. Im Jahr 1472 erwarb er noch ein Söldengütlein. 1482 verkaufte Endres Scheppach aus Nürnberg sein Wicklesgreuther Eigengut ebenfalls an Hans von Eyb.
Seit 1579 bildete Wicklesgreuth mit Gleizendorf eine Realgemeinde.
Im 16-Punkte-Bericht des Klosteramts Heilsbronn aus dem Jahr 1608 wurden für Wicklesgreuth nur die drei Mannschaften verzeichnet, die das Klosterverwalteramt Heilsbronn als Grundherrn hatten. Die anderen blieben unerwähnt. Das Hochgericht übte das brandenburg-ansbachische Kasten- und Stadtvogteiamt Windsbach aus. Nach dem Dreißigjährigen Krieg war der Ort viele Jahre lang öde und verfiel.
In den Oberamtsbeschreibungen des Fürstentums Ansbach von Johann Georg Vetter aus dem Jahr 1732 wird der Ort folgendermaßen beschrieben:

„Wickleinskreüt Ein Weyler, welcher nach Petersaurach gepfarret und des Zehendens befreyet ist, darinnen seyn 5. Closter Hailsbronnl. Unterthanen und 1. ödes Güthlein, in gleichen 4. Eybische Widerßpachl. hintersaßen, davon liegt nicht mehr dann der 1. Closter hailsbronnische Hoff, so dermal mit doppelter Mannschaft besezt und das Neuerbaute güthlein, in der allhiesig Oberamt Anspachl. die übrigen alle in der Oberamt Windspachl. Hochfreischl. Hohen Obrigkeit, die Gemeindeherrschaft samt der Vogthey hingegen gehört alles ins Closter Hailsbronn.“

Auch gegen Ende des 18. Jahrhunderts bildete Wicklesgreuth mit Gleizendorf eine Realgemeinde. In Wicklesgreuth gab es acht Anwesen und ein Flachsbrechhaus der Kommune. Das Hochgericht über sechs Anwesen übte das brandenburg-ansbachische Kasten- und Stadtvogteiamt Windsbach aus, über zwei Anwesen das Hofkastenamt Ansbach. Die Dorf- und Gemeindeherrschaft hatte das Klosterverwalteramt Heilsbronn. Grundherren waren das Fürstentum Ansbach (Klosterverwalteramt Heilsbronn: 1 Hof, 1 Gut mit Wirtschaft, 1 Gut mit Schmiedstatt; Kasten- und Stadtvogteiamt Windsbach, Kirche Gleizendorf: 1 Gut) und das Rittergut Eyerlohe der Herren von Eyb (1 Hof, 1 Gut, 2 Söldengüter). Es gab zu dieser Zeit neun Untertansfamilien, von denen fünf dem Kammeramt Windsbach unterstanden. Von 1797 bis 1808 unterstand der Ort dem Justiz- und Kammeramt Windsbach.
Mit dem Gemeindeedikt wurde Wicklesgreuth dem 1808 gebildeten Steuerdistrikt Petersaurach und der 1810 gegründeten Ruralgemeinde Petersaurach zugeordnet. Wenig später reichte Wicklesgreuth ein Gesuch ein, mit dem Weiherhof eine eigene politische Gemeinde bilden zu dürfen. Dieses wurde jedoch abgelehnt. Der Teil der ab 1948 auf dem Gemeindegebiet Herpersdorf entstandenen Siedlung wurde als Langenloh-Nord bezeichnet und von Herpersdorf verwaltet. Sie wurde am 1. Januar 1972 im Zuge der Gebietsreform in Bayern in die Gemeinde Petersaurach eingegliedert.

### Weiherhof
Die Einöde mit zugehörigem Wirtschaftsgebäude entstand 1812 auf dem Grund des trockengelegten Breitweihers bzw. Langenloher Weihers, einer vormaligen Besitzung der Herren von Eyb. 1805 wurde dieses Grundstück vom Bauern Enser aus Wustendorf erworben. Mit dem Bau eines Bahnhofs an der Eisenbahnlinie Nürnberg–Crailsheim (1875) gab der Besitzer den ursprünglichen Hof auf, um ein neues Gebäude, die Wirtschaft zur Eisenbahn, an der Bahnlinie zu errichten. Nach dem Zweiten Weltkrieg siedelten sich dort deutsche Heimatvertriebene an. 1961 lebten in zehn Häusern 39 Personen. Heute erinnert nur noch der Straßenname Weiherhofstraße an den einstmaligen Gemeindeteil.

### Baudenkmäler
- Haus Nr. 6: zweigeschossiger Bau des 18./19. Jahrhunderts mit Krüppelwalm[22]
- Grenzsteine des 18. Jahrhunderts[23]
  - ein Sandstein im ausmärkischen Forstbezirk Lichtenau, Distrikt VI Herrenwand am Kreuzungspunkt Dreckige Flur/Abteilungslinien Großer Sulzschlag/Rehbusch
  - Grenzsteine, bezeichnet „NL“ (Nürnberg/Lichtenau) mit fortlaufender Nummerierung an der Nordgrenze des Herrenwaldes parallel zur Bundesstraße 14

### Einwohnerentwicklung
| Jahr               | 001818 | 001840 | 001861 | 001871 | 001885 | 001900 | 001925 | 001950 | 001961 | 001970 | 001987 | 002009 | 002015 | 002022 |
| Wicklesgreuth      | 63     | 61     | 68     | 72     | 91     | 89     | 86     | 186    | 277    |        |        |        |        |        |
| Wicklesgreuth-Bhf. |        |        |        |        | 19     | 21     | 40     | 49     | 38     |        |        |        |        |        |
| Weiherhof          | 6      | 3      | 5      | 3      | 2      | 9      | 7      | 24     | 39     |        |        |        |        |        |
| Gesamt             | 69     | 64     | 73     | 75     | 112    | 119    | 133    | 259    | 384    | 472    | 717    | 906 *  | 983 *  | 884 *  |

Wohngebäude
| Jahr               | 001818 | 001840 | 001861 | 001871 | 001885 | 001900 | 001925 | 001950 | 001961 | 001970 | 001987 | 002009 | 002015 | 002022 |
| Wicklesgreuth      | 11     | 11     |        |        | 15     | 17     | 18     | 20     | 43     |        |        |        |        |        |
| Wicklesgreuth-Bhf. |        |        |        |        | 3      | 3      | 4      | 3      | 4      |        |        |        |        |        |
| Weiherhof          | 1      | 1      |        |        | 1      | 2      | 2      | 4      | 10     |        |        |        |        |        |
| Gesamt             | 12     | 12     |        |        | 19     | 22     | 24     | 27     | 57     |        | 180    |        |        |        |
| Quelle             | [ 25 ] | [ 26 ] | [ 27 ] | [ 28 ] | [ 29 ] | [ 30 ] | [ 31 ] | [ 32 ] | [ 33 ] | [ 34 ] | [ 35 ] | [ 1 ]  | [ 1 ]  | [ 1 ]  |

## Religion
Der Ort ist seit der Reformation evangelisch-lutherisch geprägt und nach St. Peter (Petersaurach) gepfarrt. Im Jahr 1971 wurde im Ort die Friedenskirche errichtet. Die Einwohner römisch-katholischer Konfession sind nach St. Franziskus (Neuendettelsau) gepfarrt. Seit den 1950er Jahren gab es für die Katholiken eine Räumlichkeit, die zur Notkirche umgebaut und bis 1978 genutzt wurde. Im selben Jahr wurde vereinbart, dass die Friedenskirche auch von den Katholiken genutzt werden kann.

## Verkehr
Wicklesgreuth liegt an den Bahnstrecken Nürnberg–Ansbach–Crailsheim und Wicklesgreuth–Windsbach und hat seit 1875 einen eigenen Bahnhof. Dort verkehren die S-Bahn Nürnberg mit der Linie S 4 (Nürnberg–Crailsheim), Regionalexpresszüge Stuttgart–Nürnberg und Regionalbahnen nach Windsbach. Durch Buslinien des VGN ist es an das öffentliche Nah-Verkehrsnetz angeschlossen.
Die Bundesstraße 14 verläuft über Katterbach nach Ansbach (9 km westlich) bzw. an dem Gütlershof vorbei nach Heilsbronn (7 km östlich). Die Kreisstraße AN 10 führt nach Adelmannssitz (1,6 km nördlich) bzw. nach Langenloh zur Staatsstraße 2412 (1,5 km südlich). Eine Gemeindeverbindungsstraße führt nach Petersaurach zur St 2412 (3 km östlich).
Durch Wicklesgreuth verlaufen der Fernwanderwege Rangau-Querweg und am südlichen Ortsausgang beim Fußballplatz die Rangau-Linie des Main-Donau-Weg.

## Vereine
- Fußballverein Wicklesgreuth e. V., er entstand aus dem FC Cobra Wicklesgreuth, der Firmenmannschaft der Firma Cobra. Der Verein spielt in der A-Klasse (Gruppe 3).
- Familienverein Familie Aktiv
- Männergesangverein
- Freiwillige Feuerwehr
- Theaterverein Kessllochstodl.